# Wigginton and Hopwas
Wigginton and Hopwas är en civil parish i Storbritannien.   Den ligger i grevskapet Staffordshire och riksdelen England, i den södra delen av landet, 170 km nordväst om huvudstaden London. Antalet invånare är 962. Arean är 11,5 kvadratkilometer.
Terrängen i Wigginton and Hopwas är platt.